# 三埠街道
三埠街道，是中华人民共和国广东省江门市开平市下辖的一个乡镇级行政单位。

## 行政区划
三埠街道下辖以下地区：
东河社区、新安社区、长沙东社区、长沙西社区、港口社区、祥龙社区、新兴社区、获海社区、中山社区、迳头社区、石海村、勒冲村、南山村、仁亲村、三围村、燕山村、思始村和翠山果场。

## 工業
- 开平味事达调味品有限公司